# Pointe de Jardeheu
La pointe de Jardeheu est une avancée de terre dans la Manche située sur la commune française de Digulleville, près de Cherbourg-Octeville, en Basse-Normandie.

## Géographie
La pointe de Jardeheu est située à l'extrémité occidentale de la baie de Cherbourg et marque l'entrée dans le raz Blanchard, le long des côtes de la Hague.
Elle ferme par l'est l'anse Saint-Martin. Elle se prolonge par les récifs de la Coque et de la Basse-Bréfort, matérialisée par une bouée cardinale nord.

## Histoire

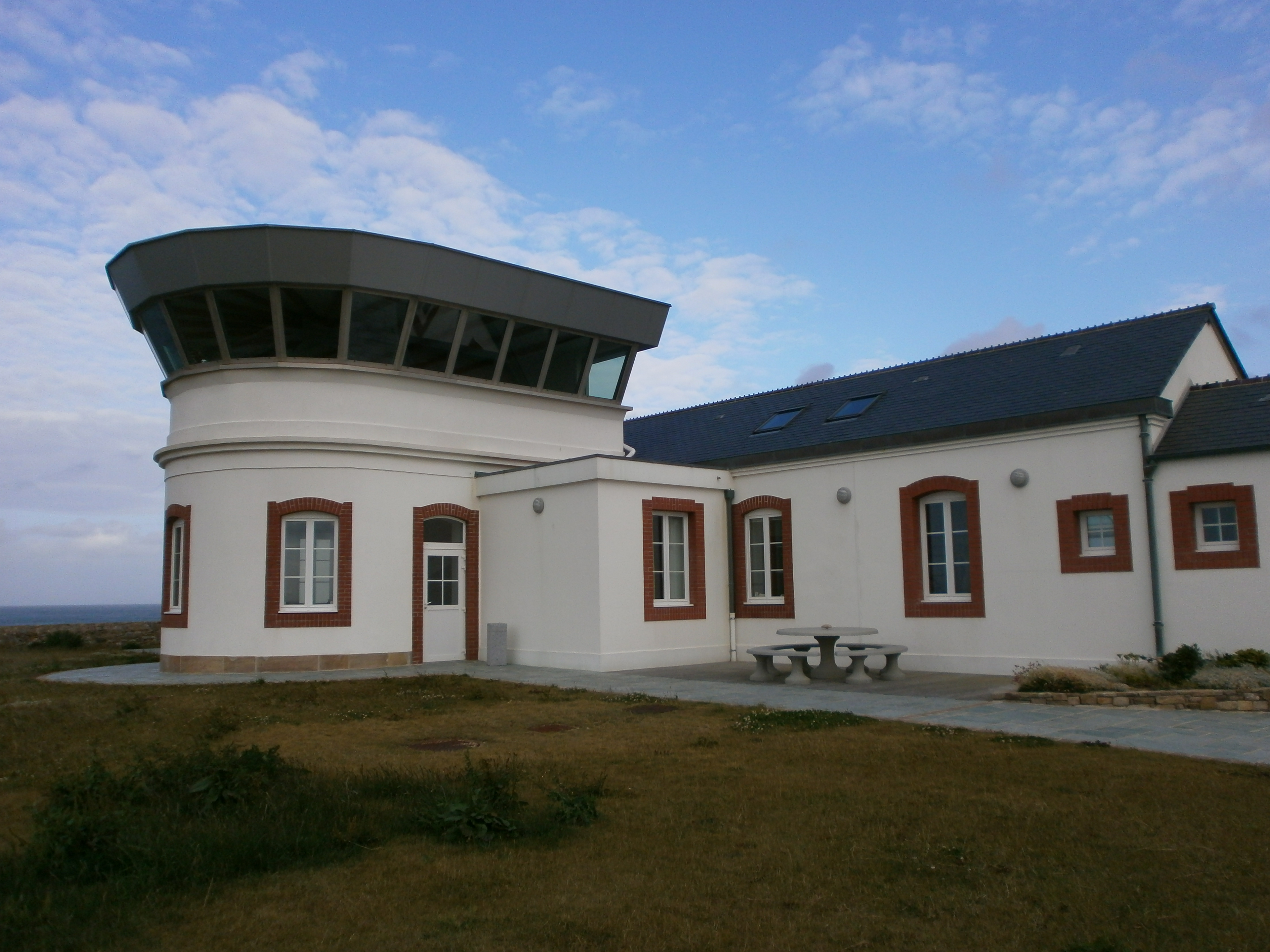
Sémaphore de Jardeheu

Un site paléolithique a été découvert en 2001, démontrant la présence de Néandertaliens dans la région vers - 200 000 à - 150 000 ans.
En 1860, un sémaphore a été construit sur l'emplacement d'un ancien corps de garde. Il a été désarmé en 1984.